# Allée couverte de Ville Bellanger
L'allée couverte de Ville Bellanger est située à Hénansal dans le département français des Côtes-d'Armor.

## Description
L'allée couverte mesure 13 m de longueur. Elle est orientée ouest-sud-ouest/est-nord-est. Elle est délimitée par huit orthostates côtés nord et six côté sud. Sur les sept tables de couverture originelles, deux sont restées en place (3 m de long pour 2 m de large en moyenne), dont une brisée en deux parties. La hauteur sous dalle était d'environ 0,90 m pour 1,30 m de large.
Quatre blocs dont une table de couverture ont été prélevés de l'édifice et transportés près d'Ypres pour construire le dolmen de Boesinghe, en souvenir des bretons morts aux côtés de l'armée belge durant la Première Guerre mondiale.